# Zygadenia tuberculatus
Zygadenia tuberculatus is een keversoort uit de familie Ommatidae. De wetenschappelijke naam van de soort is voor het eerst geldig gepubliceerd in 1856 door Giebel.